# Titans (serie televisiva 2018)
Titans è una serie televisiva statunitense ideata da Akiva Goldsman, Geoff Johns e Greg Berlanti e basata sui Giovani Titani, supereroi della DC Comics.
La prima stagione, composta da 11 episodi, è stata pubblicata sul servizio di streaming on demand DC Universe dal 12 ottobre 2018. In Italia, la serie è stata pubblicata su Netflix l'11 gennaio 2019. La seconda stagione è stata pubblicata su DC Universe a partire dal 6 settembre 2019, e in Italia su Netflix il 10 gennaio 2020. L'11 novembre 2019 è stato annunciato il rinnovo per la terza stagione, pubblicata su Netflix l'8 dicembre 2021. Il 7 dicembre 2021 la serie è stata confermata per una quarta stagione. Il 26 gennaio 2023 è stato annunciato che la quarta stagione sarebbe stata l'ultima della serie.
Dalla serie è stato tratto anche uno spin-off intitolato Doom Patrol e basata sull'omonima formazione di supereroi.

## Trama

### Prima stagione
Dick Grayson è un detective della polizia di Detroit, ma di notte combatte il crimine come Robin. Quando Rachel, una ragazza con poteri soprannaturali, gli chiede aiuto dopo aver assistito all'omicidio di sua madre, Dick, inizialmente riluttante, accetta di proteggerla. I due fanno la conoscenza di Gar, un ragazzo in grado di assumere sembianze animali, e Kory, una aliena dotata di superpoteri, e insieme devono fare i conti con una misteriosa organizzazione decisa a riportare sulla Terra Trigon, il demoniaco padre di Rachel.

### Seconda stagione
Dopo aver sconfitto Trigon, Dick porta Rachel, Gar e Jason, il nuovo Robin, nella Torre dei Titans a San Francisco, mentre Kory si trasferisce a Chicago per dare la caccia ai supercriminali insieme a Donna Troy. Una nuova minaccia, però, costringe i Titans, nuovi e vecchi, a unire le forze per fronteggiare il nemico comune: si tratta di Slade Wilson, uno spietato e letale mercenario noto come Deathstroke.

### Terza stagione
I Titans si recano a Gotham dopo l'omicidio di Jason per mano del Joker, ma poco dopo un nuovo criminale chiamato Cappuccio Rosso si rivela essere proprio Jason, riportato in vita e manipolato dal supercriminale Spaventapasseri per distruggere insieme la città.

### Quarta stagione
La visita dei Titans a Metropolis viene interrotta dall'improvvisa morte di Lex Luthor. Scoprono una profezia apocalittica incentrata su Sebastian Sanger, figlio di Trigon, mentre la Chiesa del Sangue, guidata da Mother Mayhem, complotta per far compiere a Sebastian il suo destino di distruggere il mondo.

## Episodi
| Stagione         | Episodi | Pubblicazione USA | Pubblicazione Italia |
| ---------------- | ------- | ----------------- | -------------------- |
| Prima stagione   | 11      | 2018              | 2019                 |
| Seconda stagione | 13      | 2019              | 2020                 |
| Terza stagione   | 13      | 2021              | 2021                 |
| Quarta stagione  | 12      | 2022-2023         | 2023                 |

## Personaggi e interpreti

### Principali
- Dick Grayson / Robin / Nightwing (stagioni 1-4), interpretato da Brenton Thwaites e da bambino da Tomaso Sanelli (stagione 1) e Viktor Sawchuk (stagione 3), doppiato da Emanuele Ruzza e da bambino da Giulia Santilli (ep. 3x4) e Alberto Vannini (ep. 3x8).
È un detective della polizia di Detroit che di notte combatte i criminali come Robin. In precedenza è stato la spalla di Batman e il leader dei Titans. Nel finale della seconda stagione decide di vestire i panni di Nightwing.
- Kory Anders / Starfire (stagioni 1-4), interpretata da Anna Diop, doppiata da Benedetta Ponticelli (st.1-4) e Selvaggia Quattrini (st.4 ep 1-6).
È una donna aliena dotata di superpoteri, arrivata sul pianeta Terra per impedire la distruzione dell'universo.
- Rachel Roth / Raven (stagioni 1-2, 4, ricorrente stagione 3), interpretata da Teagan Croft, doppiata da Lucrezia Marricchi.
È una ragazza dotata di poteri soprannaturali e oscuri. Tiene molto a Dick.
- Gar Logan / Beast Boy (stagioni 1-4), interpretato da Ryan Potter, doppiato da Stefano Broccoletti.
È un ragazzo in grado di assumere sembianze animali. È il migliore amico di Rachel.
- Jason Todd / Robin / Cappuccio Rosso (stagioni 2-3, ricorrente stagione 1, guest star stagione 4), interpretato da Curran Walters, doppiato da Federico Campaiola.
È la nuova spalla di Batman. Lascerà la squadra nel finale della seconda stagione. Nella terza stagione diventerà Cappuccio Rosso.
- Dawn Granger / Dove (stagioni 2-3, ricorrente stagione 1), interpretata da Minka Kelly, doppiata da Gea Riva (st. 1) e da Federica De Bortoli (st. 2-3).
È una vigilante che in precedenza faceva parte dei Titans. Ha una relazione amorosa con Hawk.
- Hank Hall / Hawk (stagioni 2-3, ricorrente stagione 1), interpretato da Alan Ritchson, doppiato da Stefano Crescentini.
È un vigilante che faceva parte dei Titans. Ha una relazione amorosa con Dove. Muore all'inizio della terza stagione in un'esplosione.
- Donna Troy / Wonder Girl (stagioni 2-3, guest star stagione 1), interpretata da Conor Leslie, doppiata da Valentina Favazza (st. 1) e da Emanuela Damasio (st. 2-3).
È un'amazzone che in precedenza faceva parte dei Titans. Avrà una breve storia con Aqualad. Muore nel finale della seconda stagione, ma torna in vita nella terza.
- Slade Wilson / Deathstroke (stagione 2), interpretato da Esai Morales, doppiato da Simone Mori.
È un mercenario e letale assassino, dotato di abilità fuori dal comune.
- Rose Wilson (stagione 2), interpretata da Chelsea Zhang, doppiata da Roisin Nicosia.
È la figlia di Deathstroke, addestrata dal padre al combattimento.
- Conner Kent / Superboy (stagioni 2-4), interpretato da Joshua Orpin, doppiato da Manuel Meli.
È un soggetto creato in laboratorio dall'unione del genoma di Lex Luthor e Superman, ed è dotato di superpoteri.
- Komand'r / Blackfire (stagione 3, guest star stagione 2), interpretata da Damaris Lewis, doppiata da Emanuela D'Amico.
La sorella di Kory, con la quale condivide gli stessi poteri basati sul calore.
- Barbara Gordon (stagione 3), interpretata da Savannah Welch, doppiata da Jessica Bologna.
Il commissario del Dipartimento di Polizia di Gotham City.
- Jonathan Crane / Spaventapasseri (stagione 3), interpretato da Vincent Kartheiser, doppiato da Massimo Triggiani.
Uno psicologo criminale che sfrutta le paure delle sue vittime. Incarcerato all'Arkham Asylum, aiuta la polizia di Gotham City con le loro indagini.
- Tim Drake / Robin (stagione 4, ricorrente stagione 3), interpretato da Jay Lycurgo, doppiato da Alessio Puccio.
Un cittadino di Gotham grande fan di Batman e Robin e che desidera essere un eroe come loro. Si unisce ai Titans alla fine della terza stagione.
- May Bennett / Mother Mayhem (stagione 4), interpretata da Franka Potente, doppiata da Sabrina Duranti.
Una strega e leader di una setta che si spaccia per un'archeologa.
- Sebastian Sanger / Brother Blood (stagione 4), interpretato da adulto da Joseph Morgan, da bambino da Charlie Zeltzer e da ragazzo da Devin Ross, doppiato da adulto da Emiliano Coltorti, da bambino da Ciro Clarizio e da ragazzo da Leonardo Lugni.
Un tassidermista e uno sviluppatore di applicazioni che ha una strana connessione con il Tempio di Azarath.

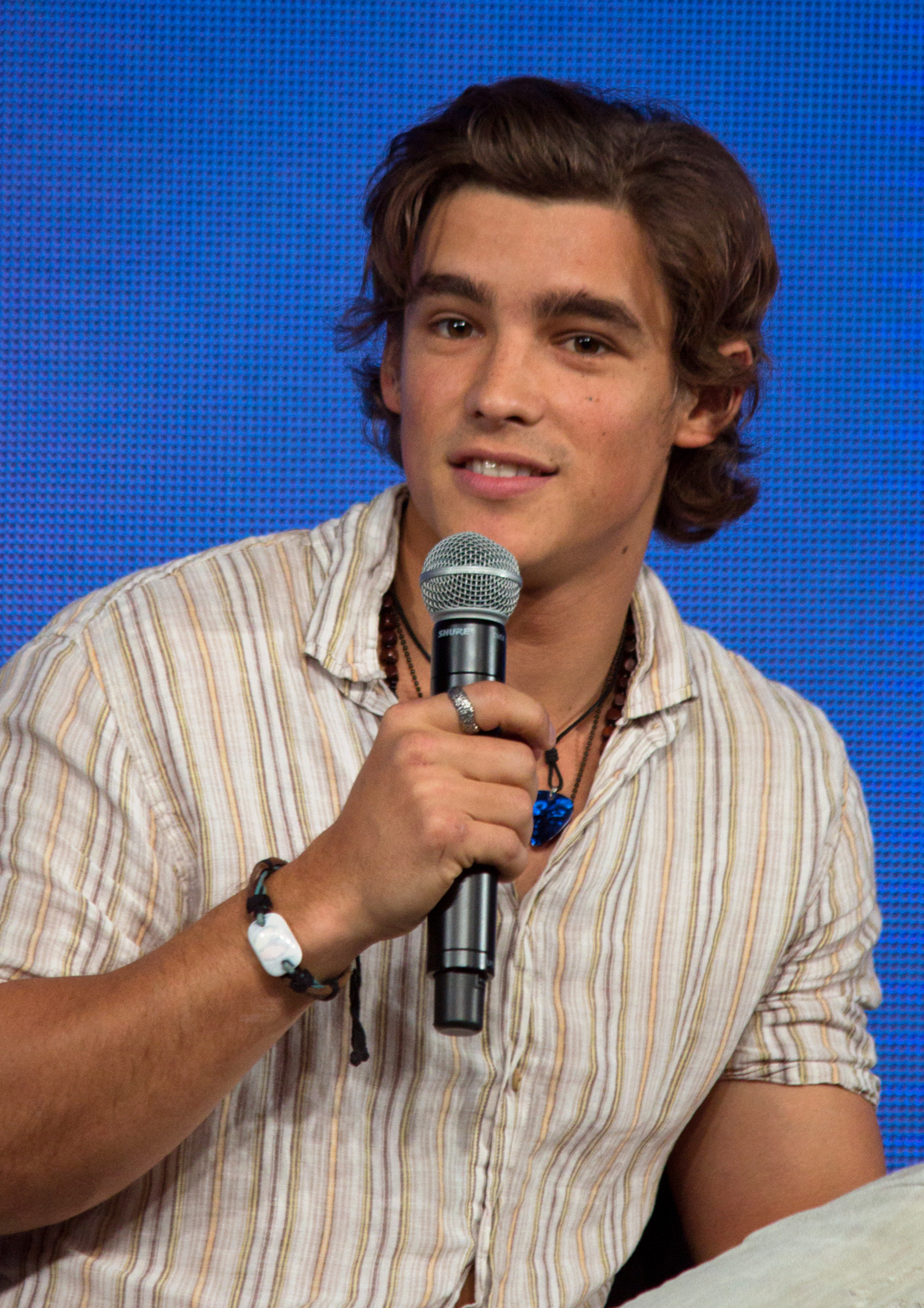
Brenton Thwaites interpreta Dick Grayson / Robin / Nightwing.
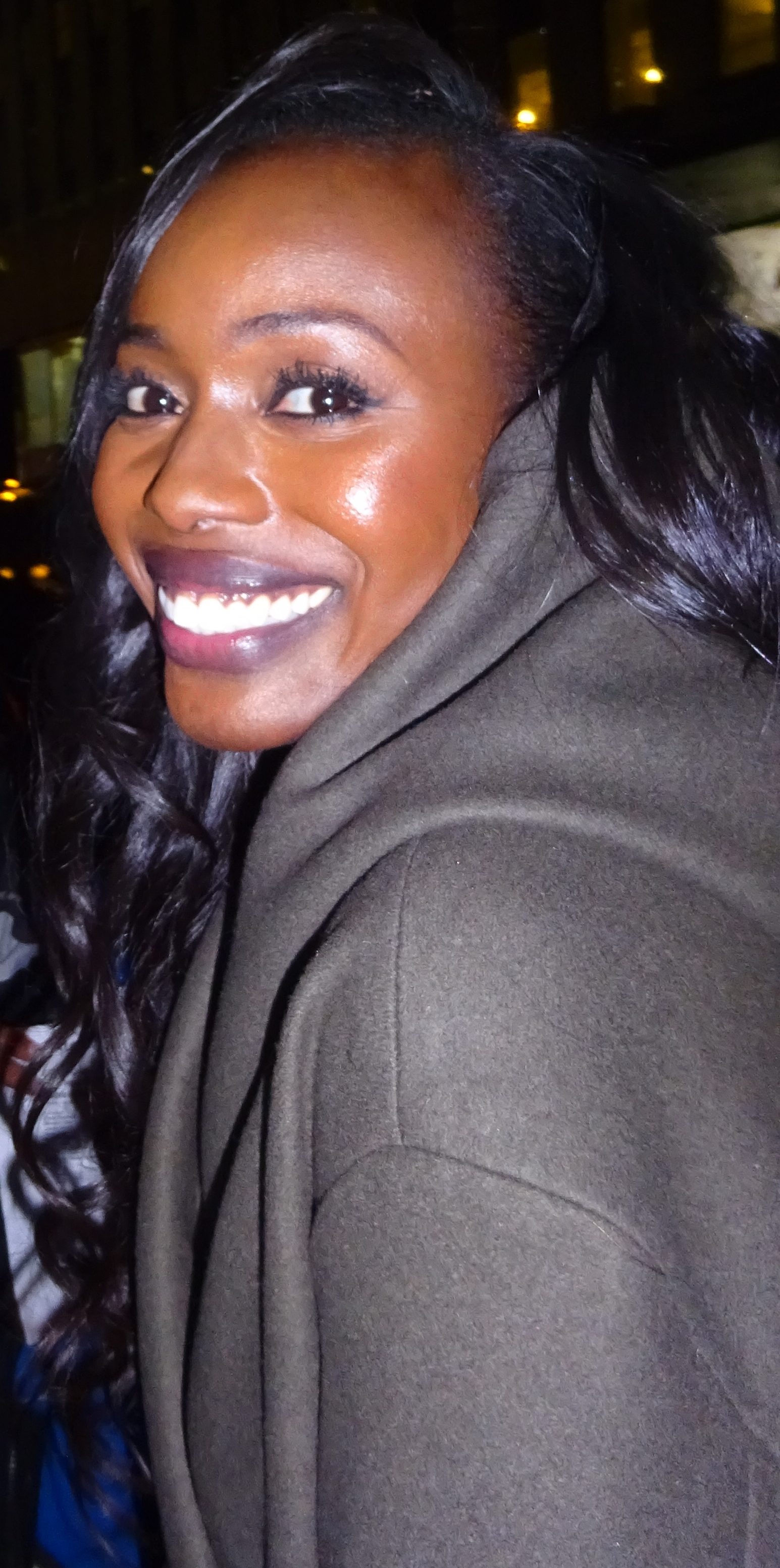
Anna Diop interpreta Kory Anders / Starfire.
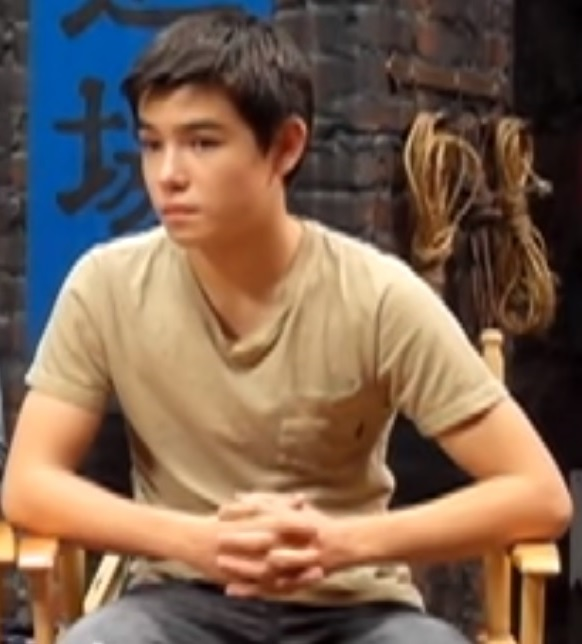
Ryan Potter interpreta Gar Logan / Beast Boy.
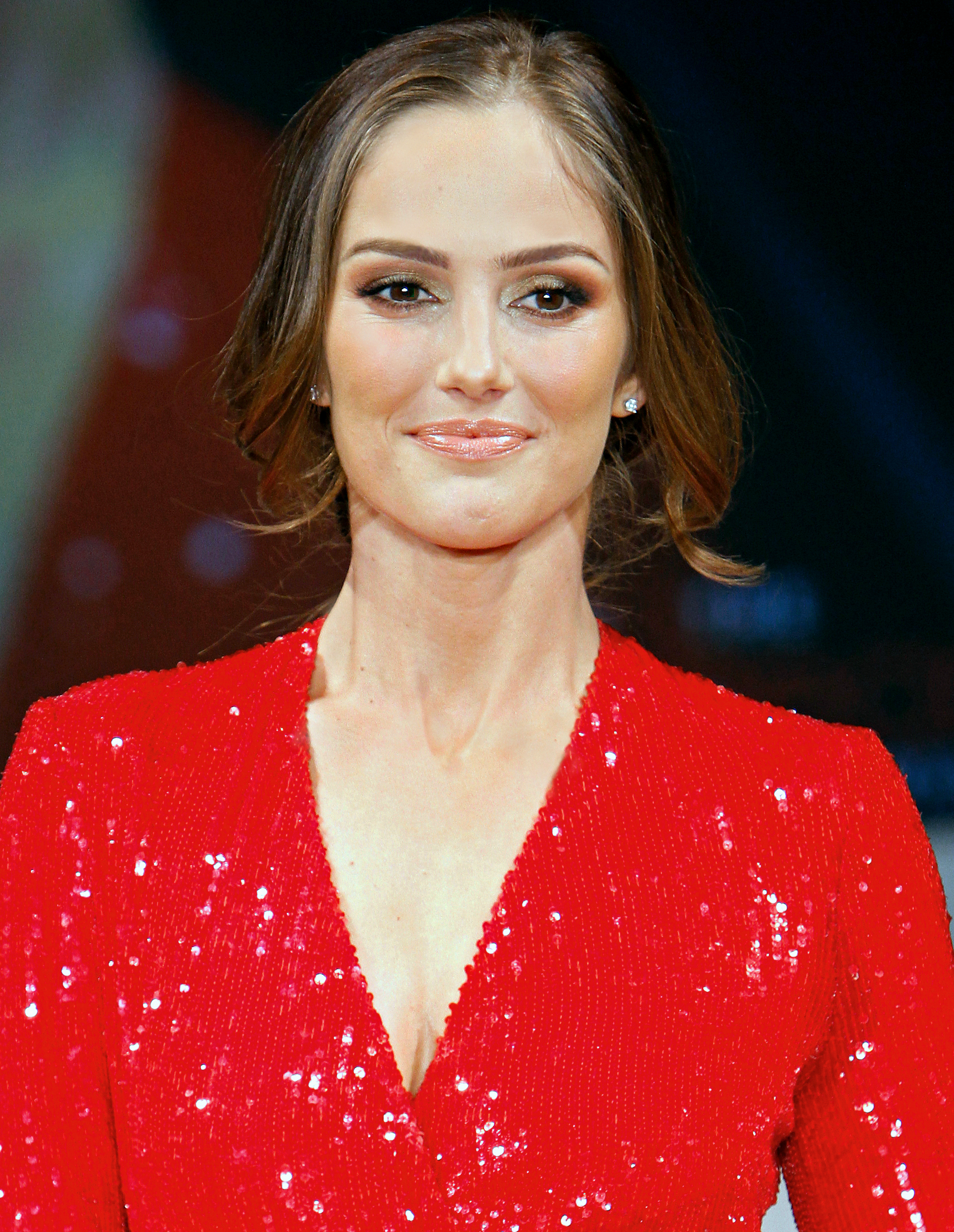
Minka Kelly interpreta Dawn Granger / Dove.
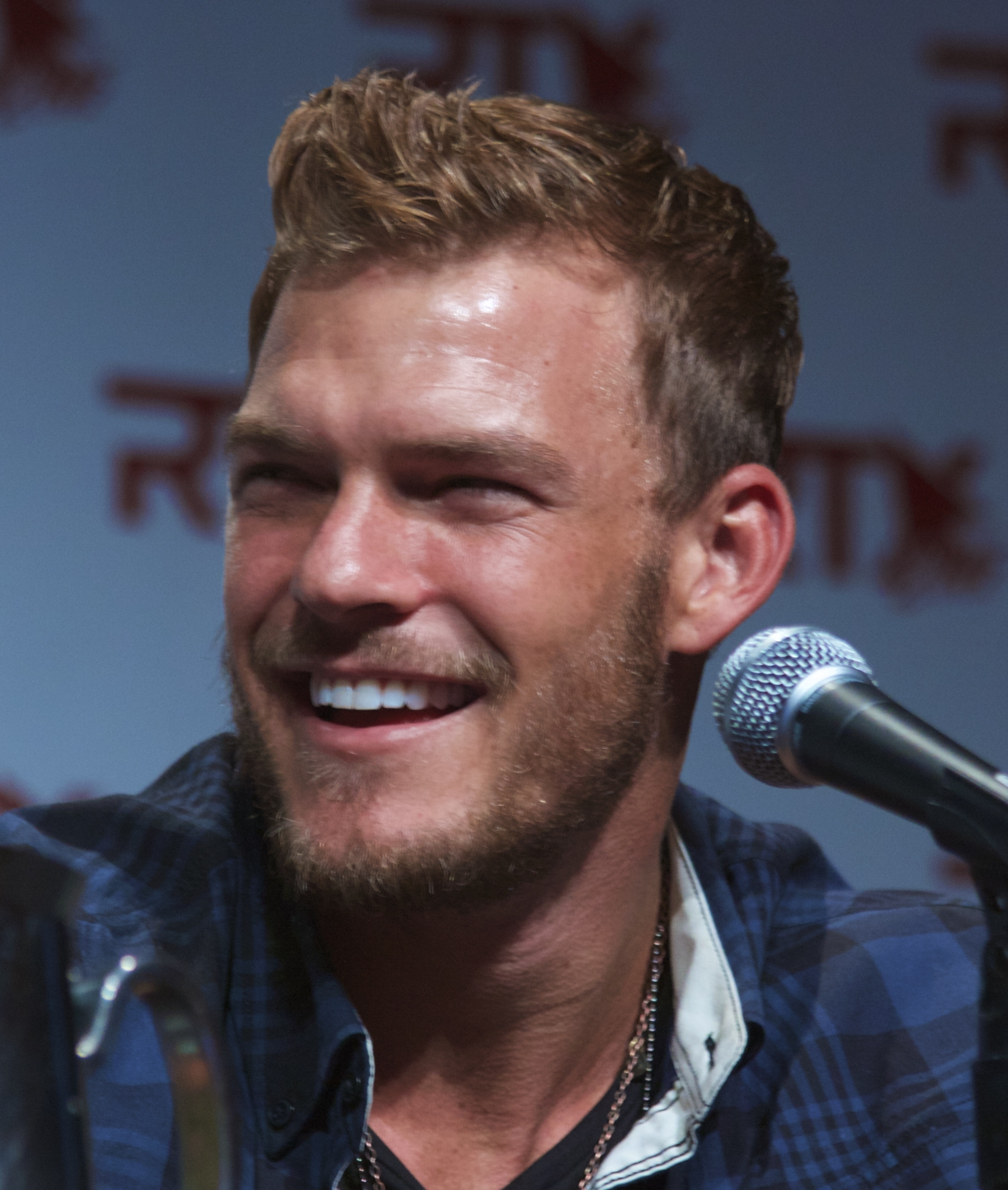
Alan Ritchson interpreta Hank Hall / Hawk.
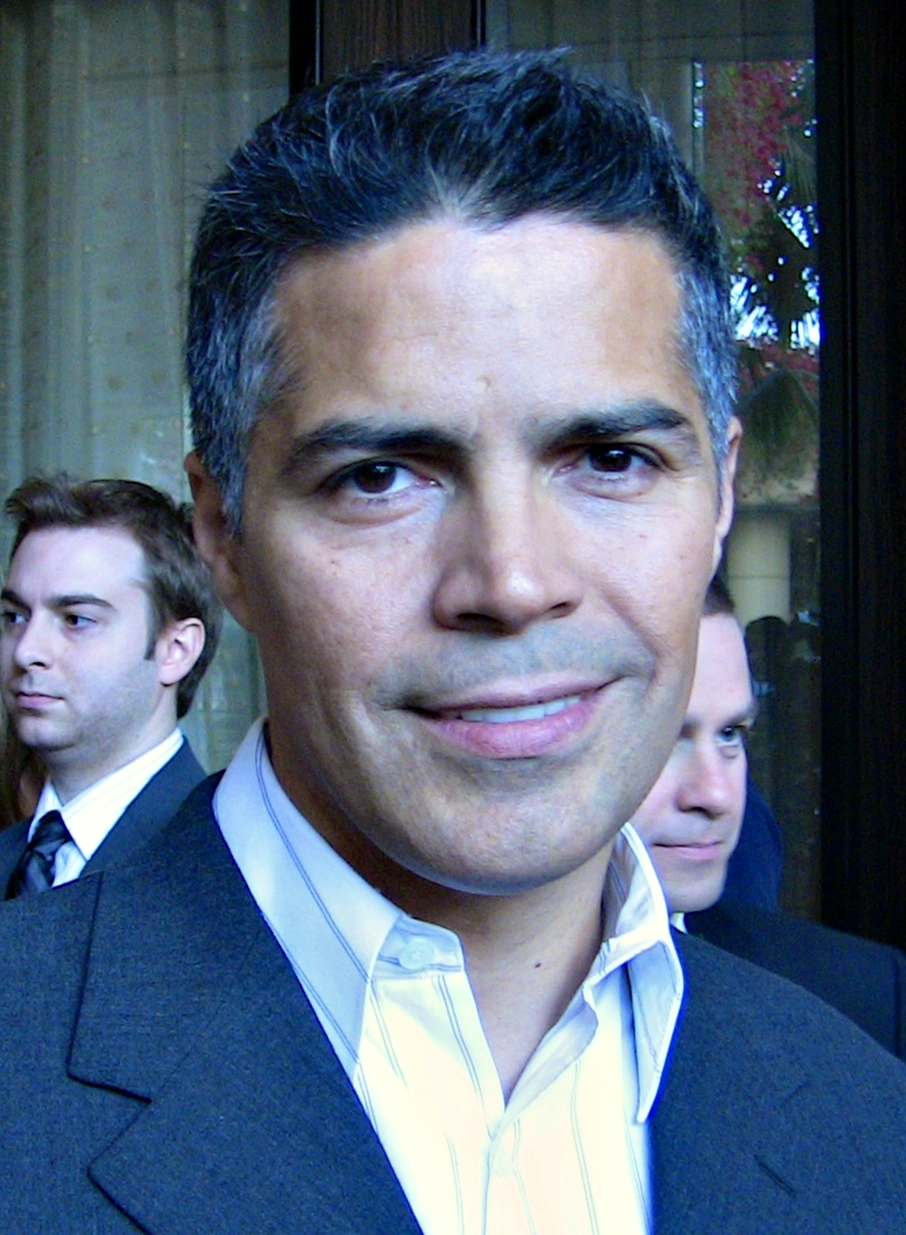
Esai Morales interpreta Slade Wilson / Deathstroke.

### Secondari
- Dr. Adamson (stagione 1), interpretato da Reed Birney, doppiato da Gianni Giuliano. 
Un membro di alto rango del culto di Trigon.
- Angela Azarath (ricorrente stagione 1, guest star stagione 2), interpretata da Rachel Nichols, doppiata da Sabrina Duranti.
La madre biologica di Rachel Roth.
- Trigon, interpretato da Seamus Dever (stagione 1-2) e Craig Burnatowski (stagione 4), doppiato da Christian Iansante.
È il padre di Rachel e anche di Sebastian Sanger, ed è un demone interdimensionale con il potere di distruggere mondi.
- Bruce Wayne / Batman (guest star stagione 1, ricorrente stagioni 2-3), interpretato da Alain Moussi, Maxime Savaria (controfigure, stagione 1) e Iain Glen (stagioni 2-3), doppiato da Riccardo Rossi (stagione 1) e Pino Insegno (stagioni 2-3).
È un miliardario di Gotham City che opera segretamente nelle vesti del temuto vigilante Batman. È il padre adottivo di Dick Grayson e Jason Todd.
- William Wintergreen (stagione 2), interpretato da Demore Barnes, doppiato da Fabrizio Dolce.
È il gestore locale e alleato di Deathstroke.
- Dr. Arthur Light (guest star stagione 2), interpretato da Michael Mosley, doppiatato da Francesco Pezzulli.
Un ex fisico che è diventato un criminale dopo che un incidente gli ha fatto sviluppare la capacità di controllare la luce
- Jericho (stagione 2), interpretato da Chella Man, doppiato da Tito Marteddu.
Il figlio muto di Deathstroke e fratellastro di Rose Wilson che, in seguito alla condivisione del DNA biologicamente potenziato di suo padre, ha la capacità di possedere gli altri attraverso il contatto visivo.
- Walter Hawn (stagione 2), interpretato da Raoul Bhaneja, doppiato da Marco Giansante.
Il vicepresidente dei progetti speciali presso i Laboratori Cadmus.
- Mercy Graves (stagione 2, guest star stagione 4), interpretata da Natalie Gumede, doppiata da Eleonora Reti (stagione 2), Giulia Santilli (stagione 4).
Specialista della sicurezza di Lex Luthor.
- Bernard Fitzmartin (stagione 4), interpretato da James Scully, doppiato da Federico Di Pofi.
Uno scienziato dei Laboratori Star a Metropolis.
- Jinx (stagione 4), interpretata da Lisa Ambalavanar, doppiata da Eva Padoan.
 Una strega con poteri sovrannaturali che è assunta da Dick nella squadra dopo essere scappata dal carcere.

## Produzione

### Sviluppo
A settembre 2014, venne annunciato un potenziale progetto live action dei Titans per il rete via cavo TNT. A dicembre 2014, era stato ordinato un episodio pilota scritto da Akiva Goldsman e Marc Haimes che avrebbe visto emergere Dick Grayson dall'ombra di Batman per diventare Nightwing, il capo di una banda di eroi in cui appaiono anche Starfire, Raven, Barbara Gordon, e Hawk e Dove. Le riprese dell'episodio dovevano iniziare a metà 2015 a Toronto. Nel maggio 2015, il presidente del TNT Kevin Reilly ha dichiarato che sperava di avere il casting bloccato all'inizio delle riprese e che lo spettacolo sarebbe stato «molto vero» per i fumetti e «innovativo».
La serie, inizialmente chiamata Blackbirds, doveva iniziare le riprese a metà 2015, posticipandole ad ottobre. Nel gennaio 2016 è stato annunciato che TNT non avrebbe più proseguito con il progetto. Nell'aprile 2017, la Warner Bros. ha annunciato che Titans avrebbe debuttato nel 2018 nel servizio di streaming della DC Comics. Il 4 ottobre 2018, una settimana prima del debutto, la serie viene rinnovata per una seconda stagione.

### Sceneggiatura
Johns ha notato che la serie è stata ispirata in gran parte dai fumetti dei Giovani Titani degli anni 1960, dal momento che i fumetti «avevano così tanto dramma» e «erano così rivoluzionari per il suo tempo», inoltre, ha aggiunto:
Johns riteneva che la serie sarebbe stata «un po 'più adulta» rispetto alla serie televisiva Riverdale, definendola «non necessariamente un dramma per ragazzi, [ma] più di un pezzo di avventura».

### Casting
All'inizio di agosto del 2017, Teagan Croft  viene scelta per interpretare Rachel Roth / Raven, seguita alla fine del mese da Anna Diop nel ruolo di Kory Anders / Starfire e Brenton Thwaites nei panni di Dick Grayson / Robin. Nell'ottobre 2017, Ryan Potter viene scelto come interprete di Gar / Beast Boy. All'inizio di settembre del 2017, Alan Ritchson e Minka Kelly vennero scritturati nei ruoli ricorrenti rispettivamente di Hank Hall / Hawk e Dawn Granger / Dove. Alla fine del mese, Lindsey Gort è scelta per interpretare Amy Rohrbach. Nel gennaio 2018, Seamus Dever si è aggiunto al cast, nel ruolo rivelato successivamente di Trigon. Un mese dopo vengono annunciati Bruno Bichir nel ruolo di Niles Caulder / Chief, April Bowlby nei panni di Rita Farr / Elasti-Girl, Jake Michaels nei panni di Cliff Steele / Robotman e Dwain Murphy nei panni di Larry Trainor / Negative Man. Curran Walters e Conor Leslie entrano nel cast rispettivamente come Jason Todd / Robin e Donna Troy / Wonder Girl tra settembre e ottobre.
Nel febbraio 2019 Joshua Orpin entra nel cast come Conner Kent. Nel marzo successivo Esai Morales viene scelto per interpretare Slade Wilson / Deathstroke, mentre Chella Man e Chelsea Zhang vengono scelti per interpretare rispettivamente Jericho e Rose Wilson. Ad aprile Iain Glen viene scritturato per interpretare Bruce Wayne / Batman. A giugno Natalie Gumede e Drew Van Acker entrano nel cast rispettivamente come Mercy Graves e Garth / Aqualad, mentre a luglio viene annunciato l'ingresso nel cast di Genevieve Angelson, che interpreterà la dottoressa Eve Watson. Nel mese successivo Michael Mosley entra nel cast come Arthur Light.
Nel settembre 2022 viene annunciato Titus Welliver come interprete di Lex Luthor per la quarta stagione.

### Riprese
Le riprese della prima stagione sono iniziate il 15 novembre 2017 a Toronto e sono terminate il 28 giugno 2018.
Le riprese della seconda stagione sono cominciate il 2 aprile 2019 e sono terminate l'8 ottobre 2019.

## Promozione
Il trailer ufficiale della prima stagione è stato pubblicato il 19 luglio 2018. Il primo episodio è stato proiettato in anteprima il 3 ottobre 2018 al Comic-Con di New York.

## Distribuzione
La prima stagione, composta da 11 episodi, è stata pubblicata negli Stati Uniti sul servizio di streaming on demand DC Universe a partire dal 12 ottobre 2018, mentre nel resto del mondo è stata pubblicata su Netflix (in Italia l'11 gennaio 2019).
Durante il San Diego Comic-Con International 2019 è stata annunciata la data di pubblicazione della seconda stagione, il 6 settembre 2019. In Italia è stata pubblicata sempre su Netflix il 10 gennaio 2020.

## Spin-off
Nel maggio del 2018, DC Universe ha annunciato di aver ordinato una serie televisiva, basata sul gruppo Doom Patrol, composta da 13 episodi e verrà pubblicata nel 2019. Sviluppata da Jeremy Carver, Berlanti e Johns (che è anche produttore esecutivo insieme a Schechter), la serie è successiva agli eventi visti in Titans e vede la Doom Patrol, formata da Robotman, Negative Man, Elasti-Girl e Crazy Jane, unire le forze con Cyborg per ritrovare Niles Caulder.
La produzione è iniziata nel 2018, con Carver che è anche lo sceneggiatore. Brendan Fraser e Riley Shanahan sono stati scelti per sostituire Jake Michaels nel ruolo di Robotman. Fraser dà voce al personaggio e compare come Steele nei flashback, mentre Shanahan interpreta fisicamente Robotman. Inoltre, Timothy Dalton è stato scelto per sostituire Bichir nel ruolo di Niles Caulder.